# Grabhügel von Riedenburg-Haidhof

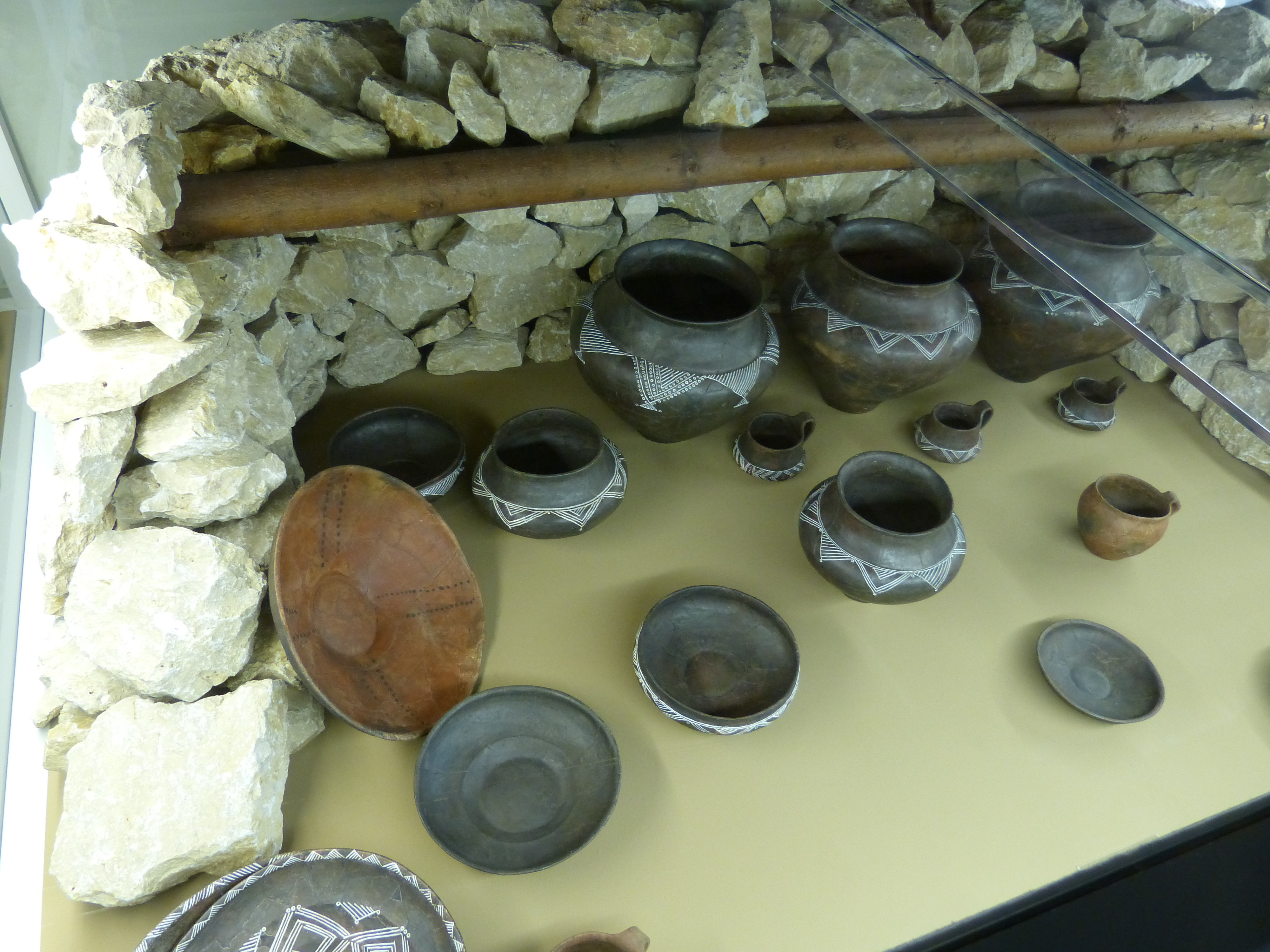
Funde

Der Grabhügel von Riedenburg-Haidhof im Naturpark Altmühltal wurde 1978 beim Bau der Schleuse Riedenburg-Haidhof des Main-Donau-Kanals, in einer archäologischen Rettungsgrabung untersucht. 

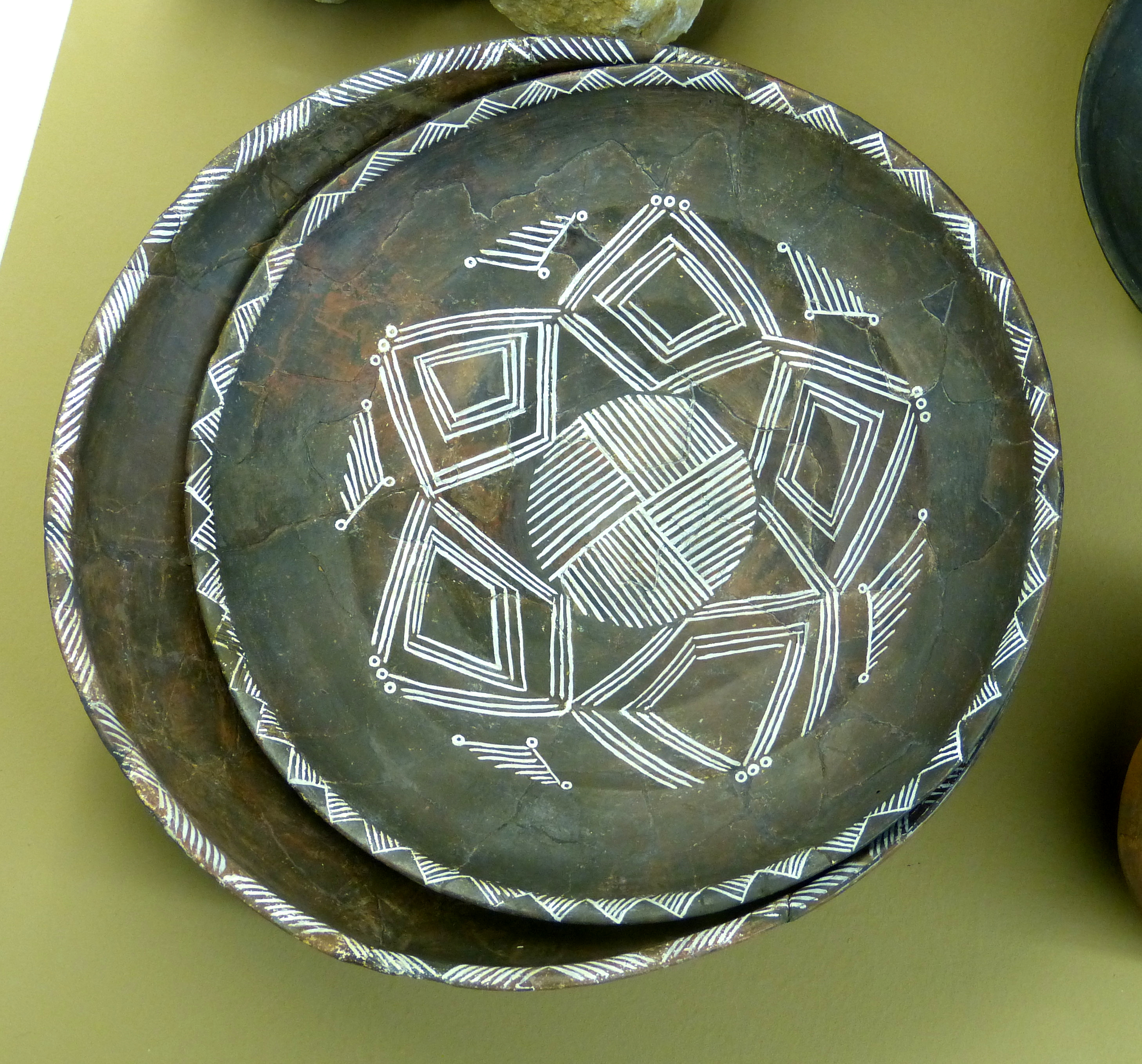
Fund

Der restaurierte Grabhügel liegt nördlich von Riedenburg, an der Schleuse Riedenburg-Haidhof zwischen der Staatsstraße St 2230 und dem Kanal, auf leicht erhöhtem Gelände oberhalb des Parkplatzes. Die Visualisierung des Grabhügels von Haidhof, der in der Hallstattzeit um 600 v. Chr. entstand, soll Einblicke in die hallstattzeitlichen Bestattungssitten liefern. Der aufgeschnittene Grabhügel zeigt zwei idealisierte Bestattungen, da in einem Grabhügel auch mehrere Verstorbene beigesetzt wurden.
Auf der Grabungsfläche konnten runde und rechteckige hallstattzeitliche Steinsetzungen und Grabhügel freigelegt werden. Die Toten des Gräberfeldes, das ursprünglich bis zu 50 Hügel umfasst haben kann, wurden körper- oder brandbestattet. Die Archäologen bargen wertvolle Funde wie Ringtrensen, Jochrosetten (Beschlagteile eines Joches) und Reste eines Toilettenbestecks. Die Geschirrsätze bestanden aus Schalen, Schüsseln und Kegelhalsgefäßen mit Schöpfern, die dem Verstorbenen als Service für das Jenseits mitgegeben wurden. Auch Relikte der Fleischbeigaben für den Verstorbenen, in Form von Schweine- und Lammknochen, fanden sich. Das Fundgut scheint die unterschiedliche soziale Stellung widerzuspiegeln. 